# HD 69830 c
HD 69830 c (بالإنجليزية: HD 69830 c)‏ الذي يرمز له بالرمز HD 69830c، هو كوكب خارج المجموعة الشمسية، في كوكبة الكوثل، يتبع HD 69830 ‏.

## الاكتشاف
اكتشف في 18 مايو 2006.